# Photographing a Ghost
Photographing a Ghost byl britský němý film z roku 1898. Režisérem byl George Albert Smith (1864–1959). Film je považován za ztracený. Datum premiéry filmu není známo.
Jedná se o jeden z prvních hororových filmů v historii kinematografie.

## Děj
Tři muži se pokoušejí vyfotografovat ducha. Duch jim ale stále uniká. Nakonec fotografy přemůže zoufalství a snahu vzdají.